# Friedrich Buschmann
Christian Friedrich Ludwig Buschmann, född 17 juni 1805, död 1 oktober 1864, var en tysk instrumentmakare. Han anses ha konstruerat det första dragspelet 1822, ibland även den variant med melodibasar som kallas ackordeon.